# Handa Australia Cup
De Handa Australia Cup was een eenmalig golftoernooi van de Legends Tour. Het toernooi vond plaats in Perth, Australië. De wedstrijd werd gespeeld in een strokeplay-formule met twee speelronden.

## Winnares
| Jaar | Winnaressen    | Score | Score | Info  |
| ---- | -------------- | ----- | ----- | ----- |
| 2007 | Jan Stephenson | 145   | +1    | [ 1 ] |